# Tabula Hungariae

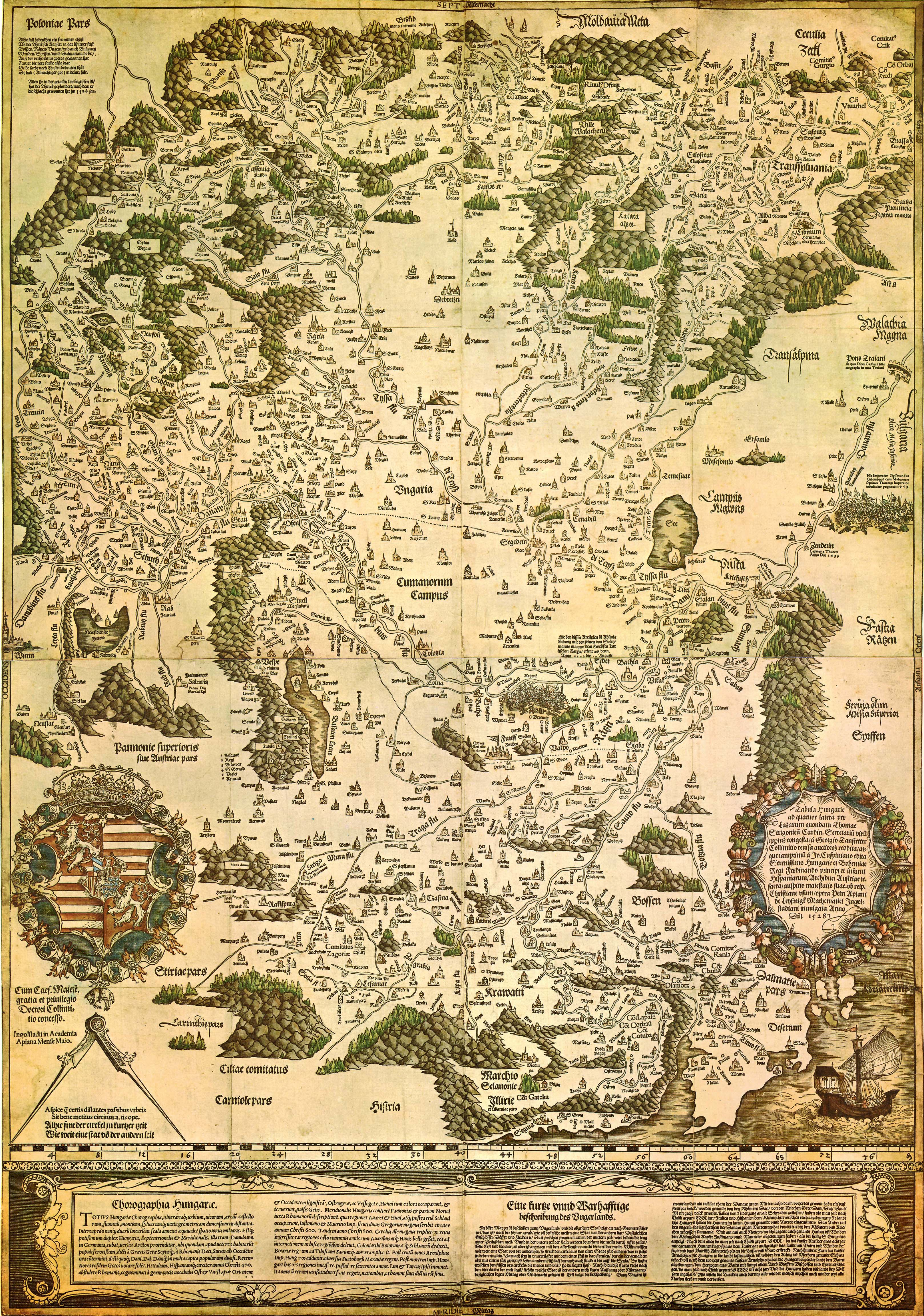
Tabula Hungariae, Інгольштадт

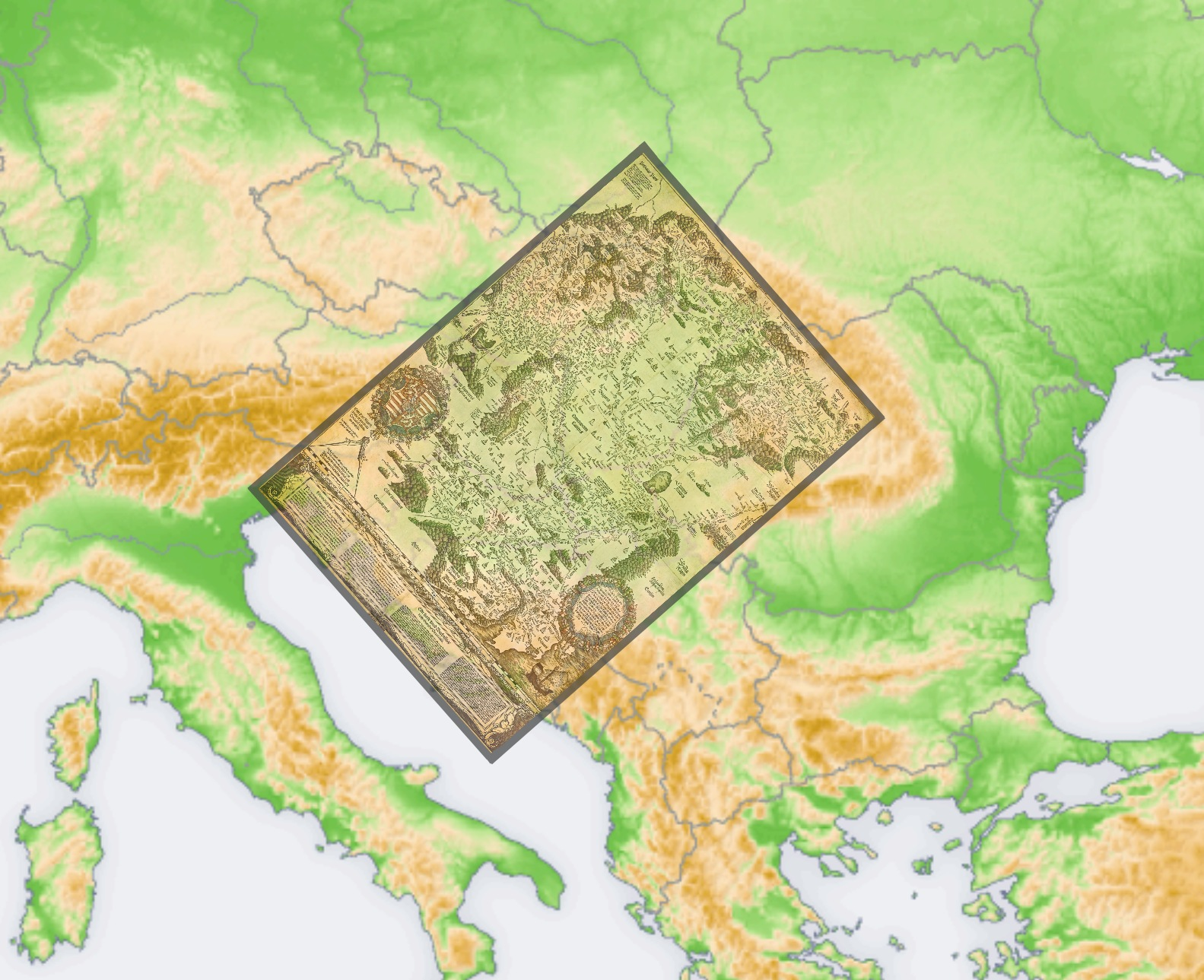
Приблизний розмір території, що покривається Tabula Hungariae

Tabula Hungariae (або «Мапа Лазаря») — найраніша зі збережених друкованих мап Угорщини, імовірно створена угорцем Лазарем Деком (Lázár deák) до 1528 року. Зберігається в Національній бібліотеці імені Ференца Сечені, в Будапешті. Була внесена в список ЮНЕСКО «Пам'ять світу» в 2007 році.

## Опис
Мапа розміром приблизно 65×85 сантиметрів і орієнтована в напрямку з південного заходу на північний схід. Вона показує поселення і ландшафт Угорського королівства на початок XVI століття. Південні території окуповані Османською імперією і позначені іншим кольором. Так як промальовані лише південні частини біля кордонів, вважається, що метою створення карти могла бути підготовка до війни проти Імперії. Деякі з показаних на карті поселень зникли в результаті окупації і воєн.
Найціннішою інформацією мапи є назви і описи поселень. На ній близько 1400 географічних іменувань, 1270 з яких відносяться до поселень (365 з них - на посттріанонській території Угорщини).
У нижній частині карти розташований опис країни німецькою і латиною.